# Parçay-Meslay
Parçay-Meslay ist eine französische Gemeinde mit 2.574 Einwohnern (Stand: 1. Januar 2022) im Département Indre-et-Loire in der Region Centre-Val de Loire; sie gehört zum Arrondissement Tours und zum Kanton Vouvray. Die Einwohner werden Parcillons genannt.

## Geographie
Parçay-Meslay liegt etwa drei Kilometer nordöstlich von Tours in der Landschaft Touraine. Umgeben wird Parçay-Meslay von den Nachbargemeinden Monnaie im Norden und Nordosten, Rochecorbon im Osten und Südosten, Tours im Süden und Südwesten sowie Notre-Dame-d’Oé im Nordwesten.
Der größere Teil des Flughafens von Tours liegt im Gemeindegebiet. Durch Parçay-Meslay führt die Autoroute A10 (Anschlussstelle Tours-Nord).

## Bevölkerungsentwicklung
| Jahr      | 1962 | 1968 | 1975 | 1982 | 1990 | 1999 | 2006 | 2017 |
| Einwohner | 654  | 781  | 1112 | 1538 | 1757 | 2198 | 2364 | 2369 |

## Sehenswürdigkeiten
- Kirche, erbaut 1742

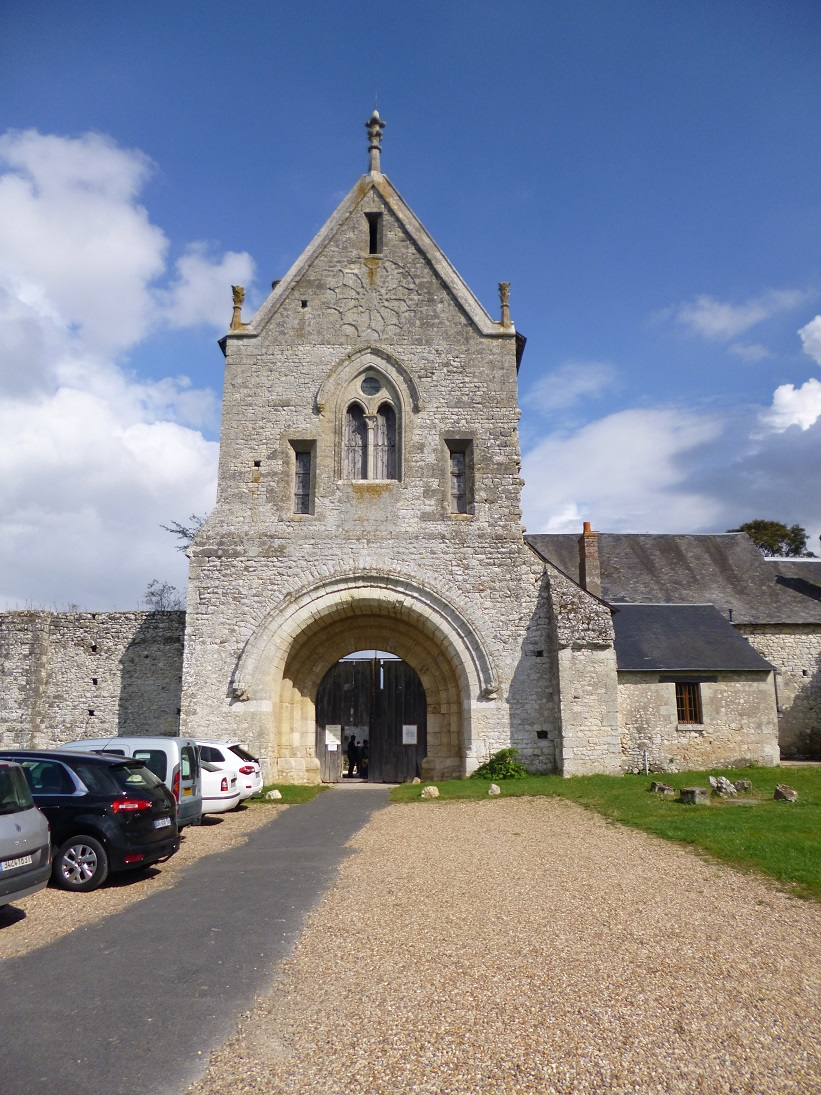
Eingangsportal der Grange du Meslay

- Die Scheune von Meslay (La Grange du Meslay), um 1220 erbaute befestigte Hofanlage des Klosters von Marmoutier, seit 1939 Monument historique, heutiges Kulturzentrum

## Persönlichkeiten
- Étienne-Jean Georget (1795–1828), Nervenarzt
- Guy Ignolin (1936–2011), Radrennfahrer